# Великоморавия
Вижте пояснителната страница за други значения на Моравия.
Великоморавия, или Велика Моравия (на чешки: Velká Morava, Velkomoravská říše – Великоморавска царство; на латински: Moravia Magna), е средновековна славянска държава в Централна Европа.
Термина Великоморавия за пръв път употребява византийският император Константин VII Порфирогенет в труда си „De Administrando Imperio“ („За управлението на империята“, ок. 950 г.)
Съществува от началото на 9 (ок. 830) до началото на 10 век на територията на историческите региони Моравия, Бохемия, Силезия (в днешна Чехия), както и части от днешните Полша, Словакия, Унгария, Австрия. Предпоставки за нейното създаване са разделянето на Франкската империя и рухването на Аварския хаганат, а унищожена в резултат на възхода на влиянието на Немското кралство и въобще - на франките, в региона и на успешните завоевателни действия на унгарците.
За основател на държавата се смята княз Моймир I, който обединява княжествата Моравия и Нитра. На него е наречена управляващата страната династия Моймировичи. Столица на Великоморавия става град Велехрад, наричан и Велеград, днес - село в Чехия (област Моравска Словакия).
Според унгарския историк Петер Юхас, отначало Великоморавия е разположена между устията на реките Драва и Сава и разширението ѝ на север е станало едва при княз Святополк I, а столицата Велеград е гръцката транскрипция на името Белград, но в действителност в този период тези територии са част от Първа българска държава и гранични с Великоморавия.
Въпреки конкуренцията и временното господство над нея от страна на франките, държавата достига своя апогей при управлението на княз Ростислав, който успява да й спечели известна независимост и започва да търси нови съюзници за да я затвърди и разшири. За да си гарантира оставането на власт, Ростислав приема християнството и полага усилия да покръсти и народа си, но среща затруднения във връзка с проповядването на новата религия, което се провежда от немски духовници и на латински език. Съчетавайки военно-стратегическите и културните нужди на Великоморавия, князът се насочва към опити за сближаване с Византия. През 862 година той изпраща пратеничество при византийския император Михаил III с молба да му изпрати свещеници, разбиращи местния език и способни да проповядват на него или въобще на разбираем за жителите на страната славянски език, и да обучат на място ученици за същото. Императорът откликва положително и на следващата година му изпраща видните византийски дипломати и книжовници Константин-Кирил Философ и Методий, които развиват значителна книжовна дейност на създадената от тях глаголица, просвещават великоморавците на старобългарски език или близък до него диалект (те са от Солун и вероятно поне отчасти произлизат от тамошните славянски племена).
Методий е въздигнат в архиепископ на Великоморавия в 869 г. Седалището му до смъртта му в 885 г. е във Велеград и днес е известно място за поклонение сред чешките и словашки православни. Същевременно пред мисията на Кирил и Методий са поставяни от страна на немското духовенство различни пречки, които те известно време успяват да отбиват (например преборвайки се с триезичниците), утвърждават азбуката и книгите си като свещени (с благословията на папа Адриан II, при посещението на двамата братя при него в Рим, където му занасят мощите на Климент I и където Константин-Кирил умира). В края на краищата делото и учениците им са низвергнати - през 885 година под натиск на германците папа Стефан VI издава була, с която забранява богослужението на славянски език. Учениците на св. Методий са изгонени от страната, а някои вероятно са продадени в робство на венецианските пазари. Глаголицата отново е заменена от латинската азбука, а самата Великоморавия, при Святополк I трайно попада под германско влияние. Същевременно при управлението на този владетел (заменил титлата „княз“ с „крал“) Великоморавия бележи значително териториално разширение, а Методий, който става архиепископ на Панония и Моравия, въпреки много затруднения, които му създават колебанията по отношение на дейността му, малко преди смъртта си успява да преведе с глаголическа писменост и на славянски Стария завет и да покръсти владетелите на Бохемия княз Борживой I и жена му Людмила, започвайки с това християнизацията на Чехия. Също така Святополк се стреми наново да извоюва по-голяма независимост и воюва по този повод срещу Арнулф Каринтийски, както и с българите.
При следващите владетели на Великоморавия (от 894 г. нататък), синовете на Святополк I, които враждуват помежду си, страната е постепенно завзета от Източнофранкското кралство и маджарите (унгарците). За крайна година на съществуването ѝ се смята 906 г.

## Култура
Архитектурата от това време е повлияна едновременно от византийската и римската. Специално Братиславският замък има два каменни етажа и три базилики, построени в средата на 9 век. При разкопките на гробището до базиликата са открити великоморавски бижута, подобни по стил и качество на тези от Микулчице. Името на замъка за първи път е записано в 907, по време на падането на Великоморавия, както Брезалауспурц. Това име буквално означава „замъкът на Браслав“. Браслав от Панония е граф, поставен от франките. Повечето великоморавски замъци също са големи укрепления, често естествено укрепени и с каменни стени.